# 김유택 (농구인)
김유택(金裕宅, 1963년 10월 10일~)은 대한민국의 농구인이며  농구대잔치에서 403블록으로 농구대잔치 통산 최다 블록 1위에  올라 있다.
한편,  성남시에서 어머니 누나와 함께 단칸방에 살며 경제적으로 어려움을 겪어왔다.
이에 정봉섭 중앙대 감독이 아버지(1981년 1월 고혈압으로 작고)와 접촉하여 고등학교는 물론 대학원까지 중앙대가 모든 책임을 지겠다고 나서 본인(정봉섭)이 전에 재직했던 데다 농구부가 있는 명지고에 본인(김유택)을 입학시켰으며 본인(김유택)이 1981년부터 두각을 나타내자 명지고와 같은 재단인 명지대, 연세대, 건국대, 동국대 등이 스카우트 경쟁에 뛰어들었으나 중앙대를 선택했다.

## 학력
- 명지고등학교
- 중앙대학교 학사
- 명지대학교 대학원

## 경력

### 선수
- 1987년~2002년 기아자동차 농구단, 부산 기아 엔터프라이즈, 울산 모비스 오토몬스

### 지도자
- 2002년~2005년: 명지고등학교 농구부 감독
- 2008년 하계 올림픽 대한민국 농구 국가대표팀 코치
- 2009년~2011년: 대구 오리온스 코치
- 2010년 아시안 게임 대한민국 농구 국가대표팀 코치
- 2011년~2014년: 중앙대학교 농구부 감독

## 가족 관계
- 전 부인과 슬하에 아들 하나가 있었으나 부인과 이혼하였고[5], 아들은 김진수에서 최진수로 개명하였다. 현재 부인과 슬하에 2남 1녀의 자녀를 두고 있으며 둘째 아들 김진영이 농구 선수로 뒤를 잇고 있다.